# Malak Hifni Nasif
Malak Hifni Nasif, née le 25 décembre 1886, morte le 17 octobre 1918, est une féministe égyptienne qui a contribué à promouvoir les droits des femmes au début du XXe siècle. Pour autant, elle a adopté des points de vue spécifiques, soulignant que les aspirations et les valeurs des femmes en Égypte ne sont pas forcément les mêmes qu'en Occident.

## Biographie
Malak est née au Caire en 1886 dans une famille de classe moyenne. Sa mère est Saniyyah Abd al-Karim Jalal, et son père Hifni Bey Nasif, un avocat partisan de Mohamed Abduh. Son père l'encourage à apprendre. Il lui enseigne aussi la langue arabe et l'histoire culturelle arabe.
Elle bénéficie de la possibilité de poursuivre des études au collège Saniyyah de formation des enseignants, où elle obtient un diplôme  en 1903. Elle enseigne ensuite à l'école primaire pendant deux ans. En 1907, elle est forcée de quitter l'enseignement quand elle épouse Abd al-Satar al-Basilic Pacha : à l'époque, la loi égyptienne interdit aux femmes d'enseigner tout en étant mariées. Elle est amenée à déménager avec son époux à Fayoum, dans le désert, et elle commence à écrire sous le pseudonyme de Bahithat al Badiya (l'exploratrice des champs),. C'est là qu'elle découvre que son mari a déjà une femme et un enfant. Sa situation l'a conduit à écrire sur la condition des femmes en Égypte. Elle tisse également des liens épistolaires avec d'autres écrivains et des amis comme May Ziadé, et avec des écrivains tels que Qasim Amin. Elle reste avec al-Basilic pendant 11 ans, jusqu'à sa mort.
L'une de ses actions les plus spectaculaires est la présentation qu'elle est amenée à faire d'un programme en dix points à l'Assemblée législative égyptienne, en 1911, pour l'amélioration de la condition de la femme. Les cinq premiers points de son exposé sont consacrés à l'éducation : éducation primaire obligatoire, formation à l'hygiène, aux premiers soins, à l'économie, aux soins infirmiers et les métiers de l'enseignement, accès gratuit pour les femmes aux études supérieures. Les cinq autres points  ciblés portent sur des thèmes tels que l'âge minimum de mariage ou la possibilité de ne pas porter le voile. Bien que ce programme ait été ignoré par l'assemblée, il a constitué un exemple d'une femme portant un discours féministe devant une assemblée politique.
Elle meurt de la grippe à l'âge de 32 ans, le 17 octobre 1918. Ses obsèques sont suivies par un grand nombre de féministes, et par des membres du gouvernement.

## Son œuvre et ses idées
Elle a vécu en Égypte au cours d'une période de bouillonnement intellectuel,  dans laquelle émerge un discours politique sur le statut des femmes dans la société. Cette période comprend des acteurs influents comme Huda Sharawi, Qasim Amin, Nabawiyya Musa, et d'autres. Au cours de la même période, les penseurs nationalistes s'interrogent aussi sur l'avenir du Moyen-Orient. 
Elle commence à publier ses réflexions dans Al-Jarida, le journal du parti Umma, un parti modéré. En 1909, elle publie Al-Nisâ'iyyat (féminités), un recueil d'entretiens et d'essais. 
La dominante des idées féministe à l'époque pousse à une certaine occidentalisation de la société. Des femmes comme Huda Sharawi considère que le dévoilement, par exemple, est un symbole  en soi et sa suppression un progrès nécessaire pour acquérir cette liberté des femmes européennes. Malak Hifni Nasif est, elle, à la recherche d'une voix alternative féministe combinant certains points de l'occidentalisation et d'autres points de  la tradition arabe. Elle ne cherche pas à se calquer systématiquement sur un modèle occidental. Ses points de vue revendiquent ainsi pour la femme le droit de sortir en société avec ou sans voile.
Sur le mariage, le fait que son mari ait choisi d'avoir deux épouses lui fait s'opposer fortement à  la polygamie. Elle  estime que la polygamie doit prendre fin, que les hommes et les femmes doivent être en mesure de divorcer, que l'âge des mariages doit être contrôlé pour éviter les unions précoces et forcées. Elle fait valoir que l'amour doit être la base de tous les mariages.
Elle voit dans la réforme de l'éducation l'une des solutions les plus prometteuses à de nombreux problèmes auxquelles les femmes sont confrontées. Elle partage ce sentiment avec les autres féministes de l'époque. Elle s'oppose à la mise en œuvre des écoles de missionnaires, en Égypte, et appelle à plus de contrôle sur le système d'éducation publique pour créer des écoles destinées aux jeunes filles, avec un programme de formation complet, y compris sur l'histoire de la culture égyptienne.
Elle s'est beaucoup intéressé au rôle de la mère de famille dans l'éducation de ces enfants. Le domaine de l'éducation des enfants est l'un des domaines dans lequel elle pense qu'une certaine occidentalisation serait à l'avantage de la société égyptienne, mais pour autant, elle est persuadée de l'importance de l'enseignement de l'Islam aux enfants. 
Elle a également essayé de s'appuyer sur des organisations et sur un réseau relationnel avec d'autres femmes, y compris des femmes d'autres pays. Elle a fondé dans ce but l'Union for the Education of Women (Union pour l'Éducation des Femmes).